# ناحیه بیر کریک، شهرستان کریستین، ایلینوی
ناحیه بیر کریک، شهرستان کریستین، ایلینوی (به انگلیسی: Bear Creek Township) یک منطقهٔ مسکونی در ایالات متحده آمریکا است که در شهرستان کریستین، ایلینوی واقع شده‌است. ناحیه بیر کریک ۴۹۹ نفر جمعیت دارد و ۱۸۴ متر بالاتر از سطح دریا واقع شده‌است.